# Stefan Aškovski
Stefan Aškovski (in macedone Стефан Ашковски?; Skopje, 24 febbraio 1992) è un calciatore macedone, difensore dell'Ethnikos Achnas e della nazionale macedone.

## Carriera

### Club

#### Teleoptik
Aškovski ha cominciato la carriera con la maglia del Teleoptik. Ha esordito nella Prva Liga in data 28 agosto 2010, subentrando a Ivan Jovanović nel pareggio casalingo per 1-1 contro il Kolubara. Il 30 ottobre successivo sono arrivate le prime reti in squadra, nel successo per 1-2 sul campo dello Zemun.

#### Partizan ed i prestiti in Serbia
Nel 2012, è stato ingaggiato dal Partizan. Ha debuttato nella Superliga in data 11 novembre, sostituendo Lazar Marković nel successo per 2-0 sul Radnički Kragujevac. È stata l'unica partita in campionato, vinto proprio dal Partizan. Nel 2013, è passato al Donji Srem con la formula del prestito: il primo incontro in squadra è stato datato 11 agosto, in occasione del pareggio a reti inviolate contro il Vojvodina. Il 15 settembre ha realizzato la prima rete nella massima divisione serba, nel pareggio per 2-2 in casa della Stella Rossa. Nel corso del calciomercato invernale del 2014, è passato sempre in prestito al Napredak Kruševac. Ha esordito con questa casacca il 22 febbraio, nella vittoria per 2-1 sullo Jagodina.

#### Strømsgodset
Il 25 luglio 2014, è passato in prestito ai norvegesi dello Strømsgodset. Ha scelto la maglia numero 44. Non ha giocato alcun incontro per questa formazione, limitandosi a due presenze in panchina nel corso del campionato 2014. Terminato il prestito, ha fatto ritorno al Partizan.

#### Škendija e Novi Pazar
Nel 2015, ha fatto ritorno in Macedonia per militare nelle file dello Škendija, sempre con la formula del prestito dal Partizan. A fine stagione, è passato al Novi Pazar con la medesima formula.

### Nazionale
Aškovski veste la maglia della Macedonia del Nord under 21.

## Statistiche

### Presenze e reti nei club
Statistiche aggiornate al 26 febbraio 2017.
| Stagione         | Club              | Campionato       | Campionato | Campionato | Coppe nazionali | Coppe nazionali | Coppe nazionali | Coppe continentali | Coppe continentali | Coppe continentali | Supercoppe | Supercoppe | Supercoppe | Totale | Totale |
| Stagione         | Club              | Comp             | Pres       | Reti       | Comp            | Pres            | Reti            | Comp               | Pres               | Reti               | Comp       | Pres       | Reti       | Pres   | Reti   |
| ---------------- | ----------------- | ---------------- | ---------- | ---------- | --------------- | --------------- | --------------- | ------------------ | ------------------ | ------------------ | ---------- | ---------- | ---------- | ------ | ------ |
| 2010-2011        | Teleoptik         | PL               | 25         | 2          | CS              | 2               | 0               | -                  | -                  | -                  | -          | -          | -          | 27     | 2      |
| 2011-2012        | Teleoptik         | PL               | 31         | 3          | CS              | 1               | 0               | -                  | -                  | -                  | -          | -          | -          | 32     | 3      |
| Totale Teleoptik | Totale Teleoptik  | Totale Teleoptik | 56         | 5          |                 | 3               | 0               |                    | -                  | -                  |            | -          | -          | 59     | 5      |
| 2012-2013        | Partizan          | SL               | 1          | 0          | CS              | 2               | 2               | UEL                | 0                  | 0                  | -          | -          | -          | 3      | 2      |
| 2013-gen. 2014   | Donji Srem        | SL               | 14         | 2          | CS              | 2               | 0               | -                  | -                  | -                  | -          | -          | -          | 16     | 2      |
| gen.-giu. 2014   | Napredak Kruševac | SL               | 11         | 0          | CS              | -               | -               | -                  | -                  | -                  | -          | -          | -          | 11     | 0      |
| lug.-dic. 2014   | Strømsgodset      | ES               | 0          | 0          | CN              | -               | -               | UCL                | 0                  | 0                  | -          | -          | -          | 0      | 0      |
| gen.-giu. 2015   | Škendija          | PL               | 5          | 0          | CM              | -               | -               | -                  | -                  | -                  | -          | -          | -          | 5      | 0      |
| lug-dic. 2015    | Novi Pazar        | SL               | 14         | 3          | CS              | 0               | 0               | -                  | -                  | -                  | -          | -          | -          | 14     | 3      |
| gen.-giu. 2016   | K. Erciyesspor    | 1L               | 12         | 1          | CT              | -               | -               | -                  | -                  | -                  | -          | -          | -          | 12     | 1      |
| 2016-feb. 2017   | Fortuna Sittard   | 1D               | 15         | 0          | CO              | 1               | 0               | -                  | -                  | -                  | -          | -          | -          | 16     | 0      |
| feb.-giu. 2017   | Górnik Łęczna     | EK               | 0          | 0          | CP              | -               | -               | -                  | -                  | -                  | -          | -          | -          | 0      | 0      |
| Totale carriera  | Totale carriera   | Totale carriera  | 128        | 11         |                 | 8               | 2               |                    | 0                  | 0                  |            | -          | -          | 136    | 13     |

### Cronologia presenze e reti in nazionale
| Cronologia completa delle presenze e delle reti in nazionale ― Macedonia | Cronologia completa delle presenze e delle reti in nazionale ― Macedonia | Cronologia completa delle presenze e delle reti in nazionale ― Macedonia | Cronologia completa delle presenze e delle reti in nazionale ― Macedonia | Cronologia completa delle presenze e delle reti in nazionale ― Macedonia | Cronologia completa delle presenze e delle reti in nazionale ― Macedonia | Cronologia completa delle presenze e delle reti in nazionale ― Macedonia | Cronologia completa delle presenze e delle reti in nazionale ― Macedonia |
| Data                                                                     | Città                                                                    | In casa                                                                  | Risultato                                                                | Ospiti                                                                   | Competizione                                                             | Reti                                                                     | Note                                                                     |
| ------------------------------------------------------------------------ | ------------------------------------------------------------------------ | ------------------------------------------------------------------------ | ------------------------------------------------------------------------ | ------------------------------------------------------------------------ | ------------------------------------------------------------------------ | ------------------------------------------------------------------------ | ------------------------------------------------------------------------ |
| 5-9-2015                                                                 | Lussemburgo                                                              | Lussemburgo                                                              | 1 – 0                                                                    | Macedonia                                                                | Qual. Euro 2016                                                          | -                                                                        |                                                                          |
| 8-9-2015                                                                 | Skopje                                                                   | Macedonia                                                                | 0 – 1                                                                    | Spagna                                                                   | Qual. Euro 2016                                                          | -                                                                        |                                                                          |
| 9-10-2015                                                                | Skopje                                                                   | Macedonia                                                                | 0 – 3                                                                    | Ucraina                                                                  | Qual. Euro 2016                                                          | -                                                                        |                                                                          |
| 28-3-2021                                                                | Skopje                                                                   | Macedonia del Nord                                                       | 5 – 0                                                                    | Liechtenstein                                                            | Qual. Mondiali 2022                                                      | -                                                                        | 66’                                                                      |
| 2-9-2021                                                                 | Skopje                                                                   | Macedonia del Nord                                                       | 0 – 0                                                                    | Armenia                                                                  | Qual. Mondiali 2022                                                      | -                                                                        | 83’                                                                      |
| 8-9-2021                                                                 | Skopje                                                                   | Macedonia del Nord                                                       | 0 – 0                                                                    | Romania                                                                  | Qual. Mondiali 2022                                                      | -                                                                        | 90’                                                                      |
| 8-10-2021                                                                | Vaduz                                                                    | Liechtenstein                                                            | 0 – 4                                                                    | Macedonia del Nord                                                       | Qual. Mondiali 2022                                                      | -                                                                        | 70’                                                                      |
| 11-10-2021                                                               | Skopje                                                                   | Macedonia del Nord                                                       | 0 – 4                                                                    | Germania                                                                 | Qual. Mondiali 2022                                                      | -                                                                        | 77’                                                                      |
| 11-11-2021                                                               | Erevan                                                                   | Armenia                                                                  | 0 – 5                                                                    | Macedonia del Nord                                                       | Qual. Mondiali 2022                                                      | -                                                                        | 83’                                                                      |
| 14-11-2021                                                               | Skopje                                                                   | Macedonia del Nord                                                       | 3 – 1                                                                    | Islanda                                                                  | Qual. Mondiali 2022                                                      | -                                                                        | 63’                                                                      |
| 24-3-2022                                                                | Palermo                                                                  | Italia                                                                   | 0 – 1                                                                    | Macedonia del Nord                                                       | Qual. Mondiali 2022                                                      | -                                                                        | 58’                                                                      |
| 29-3-2022                                                                | Porto                                                                    | Portogallo                                                               | 2 – 0                                                                    | Macedonia del Nord                                                       | Qual. Mondiali 2022                                                      | -                                                                        | 75’                                                                      |
| 2-6-2022                                                                 | Sofia                                                                    | Bulgaria                                                                 | 1 – 1                                                                    | Macedonia del Nord                                                       | UEFA Nations League 2022-2023 - 1º turno                                 | -                                                                        | 64’                                                                      |
| 5-6-2022                                                                 | Gibilterra                                                               | Gibilterra                                                               | 0 – 2                                                                    | Macedonia del Nord                                                       | UEFA Nations League 2022-2023 - 1º turno                                 | -                                                                        | 65’                                                                      |
| 9-6-2022                                                                 | Skopje                                                                   | Macedonia del Nord                                                       | 0 – 3                                                                    | Georgia                                                                  | UEFA Nations League 2022-2023 - 1º turno                                 | -                                                                        |                                                                          |
| 23-9-2022                                                                | Tbilisi                                                                  | Georgia                                                                  | 2 – 0                                                                    | Macedonia del Nord                                                       | UEFA Nations League 2022-2023 - 1º turno                                 | -                                                                        | 68’                                                                      |
| 26-9-2022                                                                | Skopje                                                                   | Macedonia del Nord                                                       | 0 – 1                                                                    | Bulgaria                                                                 | UEFA Nations League 2022-2023 - 1º turno                                 | -                                                                        | 22’ 85’                                                                  |
| 20-11-2022                                                               | Skopje                                                                   | Macedonia del Nord                                                       | 1 – 3                                                                    | Azerbaigian                                                              | Amichevole                                                               | -                                                                        | 76’                                                                      |
| 23-3-2023                                                                | Skopje                                                                   | Macedonia del Nord                                                       | 2 – 1                                                                    | Malta                                                                    | Qual. Euro 2024                                                          | -                                                                        | 79’                                                                      |
| 27-3-2023                                                                | Skopje                                                                   | Macedonia del Nord                                                       | 1 – 0                                                                    | Fær Øer                                                                  | Amichevole                                                               | -                                                                        | 79’                                                                      |
| 16-6-2023                                                                | Skopje                                                                   | Macedonia del Nord                                                       | 2 – 3                                                                    | Ucraina                                                                  | Qual. Euro 2024                                                          | -                                                                        | 65’                                                                      |
| 19-6-2023                                                                | Manchester                                                               | Inghilterra                                                              | 7 – 0                                                                    | Macedonia del Nord                                                       | Qual. Euro 2024                                                          | -                                                                        |                                                                          |
| 9-9-2023                                                                 | Skopje                                                                   | Macedonia del Nord                                                       | 1 – 1                                                                    | Italia                                                                   | Qual. Euro 2024                                                          | -                                                                        | 74’                                                                      |
| 12-9-2023                                                                | Ta' Qali                                                                 | Malta                                                                    | 0 – 2                                                                    | Macedonia del Nord                                                       | Qual. Euro 2024                                                          | -                                                                        | 86’                                                                      |
| 14-10-2023                                                               | Praga                                                                    | Ucraina                                                                  | 2 – 0                                                                    | Macedonia del Nord                                                       | Qual. Euro 2024                                                          | -                                                                        | 46’                                                                      |
| 17-10-2023                                                               | Strumica                                                                 | Macedonia del Nord                                                       | 3 – 1                                                                    | Armenia                                                                  | Amichevole                                                               | -                                                                        | 62’                                                                      |
| 17-11-2023                                                               | Roma                                                                     | Italia                                                                   | 5 – 2                                                                    | Macedonia del Nord                                                       | Qual. Euro 2024                                                          | -                                                                        | 46’ 80’                                                                  |
| 20-11-2023                                                               | Skopje                                                                   | Macedonia del Nord                                                       | 1 – 1                                                                    | Inghilterra                                                              | Qual. Euro 2024                                                          | -                                                                        | 86’                                                                      |
| 3-6-2024                                                                 | Fiume                                                                    | Croazia                                                                  | 3 – 0                                                                    | Macedonia del Nord                                                       | Amichevole                                                               | -                                                                        | 57’                                                                      |
| 10-6-2024                                                                | Hradec Králové                                                           | Rep. Ceca                                                                | 2 – 1                                                                    | Macedonia del Nord                                                       | Amichevole                                                               | -                                                                        | 77’                                                                      |
| 10-9-2024                                                                | Skopje                                                                   | Macedonia del Nord                                                       | 2 – 0                                                                    | Armenia                                                                  | UEFA Nations League 2024-2025 - 1º turno                                 | -                                                                        | 83’                                                                      |
| 10-10-2024                                                               | Riga                                                                     | Lettonia                                                                 | 0 – 3                                                                    | Macedonia del Nord                                                       | UEFA Nations League 2024-2025 - 1º turno                                 | -                                                                        | 55’                                                                      |
| 13-10-2024                                                               | Erevan                                                                   | Armenia                                                                  | 0 – 2                                                                    | Macedonia del Nord                                                       | UEFA Nations League 2024-2025 - 1º turno                                 | -                                                                        | 86’                                                                      |
| 14-11-2024                                                               | Skopje                                                                   | Macedonia del Nord                                                       | 1 – 0                                                                    | Lettonia                                                                 | UEFA Nations League 2024-2025 - 1º turno                                 | -                                                                        | 78’                                                                      |
| 17-11-2024                                                               | Skopje                                                                   | Macedonia del Nord                                                       | 1 – 0                                                                    | Fær Øer                                                                  | UEFA Nations League 2024-2025 - 1º turno                                 | -                                                                        | 54’                                                                      |
| 6-6-2025                                                                 | Skopje                                                                   | Macedonia del Nord                                                       | 1 – 1                                                                    | Belgio                                                                   | Qual. Mondiali 2026                                                      | -                                                                        | 80’                                                                      |
| 9-6-2025                                                                 | Astana                                                                   | Kazakistan                                                               | 0 – 1                                                                    | Macedonia del Nord                                                       | Qual. Mondiali 2026                                                      | -                                                                        | 67’                                                                      |
| Totale                                                                   |                                                                          | Presenze                                                                 | 37                                                                       |                                                                          | Reti                                                                     | 0                                                                        |                                                                          |

## Palmarès

### Club

#### Competizioni nazionali
- Campionato serbo: 1

Partizan: 2012-2013
- Coppa di Romania: 1

Sepsi: 2021-2022